# Leader de flottille

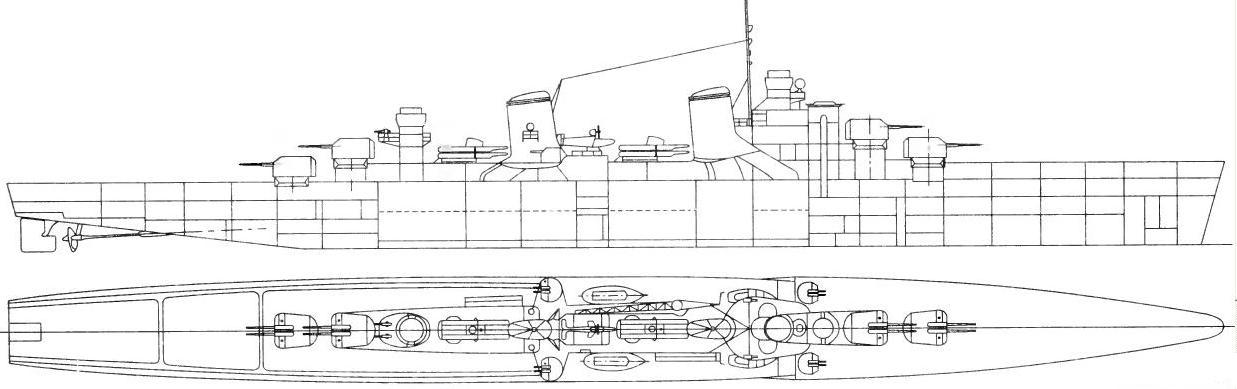
Le schéma permet de mieux observer chaque compartiment du navire

Un leader de flottille est un navire de guerre des marines de la fin du XIXe siècle et du début du XXe siècle apte à commander une flottille de destroyers ou d'autres petits navires de guerre, généralement un petit croiseur ou un grand destroyer (connu sous le nom de leader de flottille).
Le navire leader de flottille fournit l'espace, l'équipement et le personnel au commandant de la flottille (qui avait généralement le grade de capitaine), y compris une salle radio, des officiers supérieurs du génie et de l'artillerie, et du personnel administratif pour soutenir les officiers.
À l'origine, les anciens croiseurs légers ou éclaireurs étaient souvent utilisés, mais au début des années 1900, l'augmentation rapide de la vitesse des nouveaux modèles de destroyers a fait que ces navires ne pouvaient plus suivre le rythme de leurs charges. En conséquence, de grands destroyers ont été conçus pour servir de leaders.
Au fur et à mesure que les destroyers passaient de navires spécialisés dans la lutte contre les torpilleurs, opérant en escadres, à de plus grands navires polyvalents opérant seuls ou comme chefs de groupes de navires plus petits, et que les techniques de commandement et de contrôle s'amélioraient (et que la technologie devenait plus facilement disponible), le besoin de Leader de flottille spécialisés diminuait et leurs fonctions étaient adoptées par tous les destroyers.
Le dernier leader de flottille spécialisé construit pour la Royal Navy fut le HMS Inglefield, lancé en 1936. Les leaders suivants ont utilisé la même conception que les navires privés de cette classe, avec des modifications mineures et détaillées pour les adapter à leur rôle. Dans la Royal Navy, le chef de flottille et le commandant étaient connus sous le nom de Captain (D). Dans la Royal Navy, les chefs de flottille et les chefs de division pouvaient être identifiés par des bandes de couleur particulières peintes sur leurs cheminées.

## Conceptions du leader de la flottille

### Marine française
- Destroyer classe Leader Jaguar[1]
- Destroyer classe Leader Guépard[2]
- Destroyer classe Leader Aigle[2]
- Destroyer classe Leader Le Fantasque[2]

### Marine allemande
- Destroyer classe Type 1936A[3]

### Marine impériale japonaise
- Croiseur léger classe Leader Tenryū[4]
- Croiseur léger classe Leader Kuma
- Croiseur léger classe LeaderNagara[5]
- Croiseur léger classe Leader Sendai[6]
- Croiseur léger classe Leader Agano[7]

### Royal Navy
- Destroyer Swift – prototype (1907)
- Destroyer classe Leader Almirante Lynch (1915)
- Destroyer classe Leader Marksman (1915)
- Destroyer classe Leader Parker (1916)
- Destroyer classe Leader Admiralty V
- Destroyer classe Leader Scott (1918)
- Destroyer classe Leader Shakespeare (1920)

### Marine royale italienne
- Croiseur léger classe Leader Capitani Romani

### Marine royale néerlandaise
- Destroyer classe Leader Tromp[8] (Parfois classée comme croiseur léger)

### Marine royale roumaine
- Croiseur classe Leader ''Mărăști

### Marine royale yougoslave
- Destroyer Dubrovnik (1931)
- Destroyer Split

### Marine soviétique
- Destroyer classe Leningrad [9]
- Destroyer classe Tachkent [10]

### Marine des Etats-Unis
- Destroyer classe Porter[11]
- Destroyer classe Somers[12]
- Croiseur léger classe Atlanta (Conçu à l'origine comme des leaders de flottille, bien qu'ils aient été rapidement reconvertis en croiseurs anti-aériens)[13]